# Coregonus hoferi
Coregonus hoferi är en fiskart som beskrevs av Berg 1932. Coregonus hoferi ingår i släktet Coregonus och familjen laxfiskar. IUCN kategoriserar arten globalt som akut hotad. Inga underarter finns listade i Catalogue of Life.